# Krinau
Krinau foi uma comuna da Suíça, no Cantão São Galo, com cerca de 287 habitantes. Estendia-se por uma área de 7,24 km², de densidade populacional de 40 hab/km². Confinava com as seguintes comunas: Bütschwil, Mosnang, Wattwil.
A língua oficial nesta comuna era o Alemão.

## História
Em 1 de janeiro de 2013, passou a formar parte da comuna de Wattwil.